# Miriam Tirado Torras
Miriam Tirado Torras (Manresa, 1977) és una divulgadora, escriptora i consultora de criança catalana.
Ha treballat de periodista als informatius de Catalunya Ràdio, a RTVE i Flaix FM.
És consultora de criança i autora, entre d'altres, de la sèrie de llibres «Em dic Goa» de la qual s'ha fet una versió en podcast per al SX3 i de El fil invisible, que ha venut més de 200.000 exemplars i ha arribat a tenir una versió en forma de musical protagonitzada per Beth Rodergas.

## Obres[calcitació]
Llistat representatiu de les obres publicades per Míriam Tirado, moltes de les quals dirigides al públic infantil i juvenil, i algunes en català:

### Sèrie «Em dic Goa»
- Em dic Goa (2018)
- Goa i el volcà (2019)
- Goa i la gran ciutat (2020)
- Goa i l'arbre màgic (2021)
- Goa i el misteri del bosc (2022)

### Col·lecció «Tinc un volcà...»
- Tinc un volcà dins (2023) — amb Joan Turu
- Tinc un volcà dins: Quan estic enfadat (2024) — amb Joan Turu
- Tinc un volcà dins: Quan tinc por (2024) — amb Joan Turu

### Altres llibres destacats
- El fil invisible (2022)
- Cria sense por (2021)
- Que no panda el cúnico (2020) — amb Joan Turu
- Cria amb calma (2023)

## Adaptacions
- Adaptació en format Podcàsting de la sèrie «Em dic Goa» per al canal SX3 (2024)[6]
- Musical El fil invisible, basat en el llibre homònim, estrenat al Teatre Goya i protagonitzat per Beth Rodergas (2024)[7]